# Antumi Toasijé
Antumi “Toasijé” Pallas (Bogotá, 13 de noviembre de 1969) es un historiador y panafricanista antirracista español, presidente del Consejo para la Eliminación de la Discriminación Racial o Étnica (CEDRE), de España.
Profesor lector en la Universidad de Nueva York en Madrid así como profesor en otras universidades en España,
es especialista en historia y epistemología africana y de su diáspora (afrocentricidad), filosofía política panafricana, presencia africana en España, racismo y exclusión social. 
De madre afrocolombiana con orígenes familiares en Sierra Leona y de padre español, Antumi, vinculado a Guinea Ecuatorial, ha vivido y desarrollado su actividad académica y social principalmente en España.

## Biografía
Llegó a España cuando contaba dos años de edad. Cursó estudios universitarios en la Universidad de las Islas Baleares obteniendo el título de licenciado en Historia. Posteriormente realizó la fase docente de los estudios de doctorado en la Universidad Autónoma de Madrid y es doctor en Historia, Cultura y Pensamiento por la Universidad de Alcalá. Es Director del Centro de Estudios Panafricanos, Presidente del Centro Panafricano, ha sido Director de la Revista de Migraciones de la Federación de Asociaciones de Inmigrantes de Baleares, y ha sido Miembro del Grupo de Estudios Africanos de la Universidad Autónoma de Madrid. Desde 2012 es representante de la 6.ª Región de la Unión Africana en España y delegado de la Liga Panafricana UMOJA en España.
En Ibiza se inició en la pintura y la poesía, allí formó parte del grupo poético Desfauste y participó activamente en la vida cultural de la isla. En 2003 funda en Mallorca en la Universidad de las Islas Baleares junto con un grupo de intelectuales africanos y africano-descendientes, la Asociación de Estudios Africanos y Panafricanismo, cuya revista africana NSIBIDI será la primera revista de estudios sociales africano-centrada en Español. En 2005 dirige el comité científico del 2.º Congreso Panafricano en España con el auspicio de la UNED. Posteriormente inicia su vinculación con el movimiento de reparaciones por la esclavitud hispánica. que culmina con la aprobación de la Proposición no de Ley sobre Memoria de la esclavitud, reconocimiento y apoyo a la comunidad negra, africana y de afrodescendientes en España el 17 de febrero de 2009, en el Congreso de los Diputados español. Así mismo es creador e impulsor de la iniciativa NUCAL (Nuevo Calendario Universal). En marzo de 2014 funda con otras personas vinculadas al mundo de la educación el Partido Multicultural por la Justicia Social. En las elecciones del 24 de mayo de 2014 Antumi Pallas es candidato cabeza de lista por el Ayuntamiento de Madrid.
En octubre de 2020 Antumi Toasijé es nombrado por la ministra de Igualdad Irene Montero nuevo presidente del Consejo para la Eliminación de la Discriminación Racial o Étnica, un organismo multisectorial que tiene por objetivo la lucha contra el racismo en España.
Es coautor de varios libros sobre Migraciones y temas africanos, y ha escrito extensivamente en medios especializados y en medios divulgativos. Activista social y conferenciante habitual en universidades e instituciones es generalmente citado como representante de una generación panafricanista que se desenvuelve en el ámbito de lengua castellana grupo al que pertenecen otros intelectuales como: Mbuyi Kabunda Badi o Justo Bolekia Boleká.
Antumi Toasijé, es Premio Afrosocialista 2013.

## Libros
- Si me preguntáis por el panafricanismo y la afrocentricidad, Centro de Estudios Panafricanos (2013)

- La noche inabarcable, Ediciones Wanafrica, Barcelona (2019) Novela

- Africanidad. Treinta temas de Historia, Política, Filosofía y Cultura de África y sus diásporas Ediciones Wanafrica, Barcelona (2020)